# Morishige Tatsuya
Tatsuya Morishige (sinh ngày 21 tháng 10 năm 1971) là một cầu thủ bóng đá người Nhật Bản.

## Sự nghiệp câu lạc bộ
Tatsuya Morishige đã từng chơi cho Cerezo Osaka.